# Новокаменка (Казахстан)
Новока́менка (каз. Новокаменка) — село у складі Кизилжарського району Північноказахстанської області Казахстану. Входить до складу Архангельського сільського округу, раніше було центром та єдиним населеним пунктом ліквідованої Новокаменської сільської ради.
Населення — 995 осіб (2021; 982 у 2009, 994 у 1999, 918 у 1989).
Національний склад станом на 1989 рік:
- росіяни — 66 %.